# Danny Fortson
Daniel Anthony Fortson (* 27. März 1976 in Philadelphia, Pennsylvania) ist ein ehemaliger US-amerikanischer Basketballspieler, der von 1997 bis 2007 in der NBA spielte.  
Der 2,01 Meter große Power Forward/Center wurde im NBA-Draft 1997 von den Milwaukee Bucks an zehnter Stelle ausgewählt und anschließend sofort zu den Denver Nuggets transferiert. Dort erreichte er bereits in seiner Debütsaison mit 10,2 Punkten und 5,6 Rebounds gute Werte. 
Fortson, der für seine Position recht klein gewachsen ist, glich diesen Nachteil durch seine Physis wieder aus. Aus seinem betont körperlichen Spiel resultierten neben zahlreichen Rebounds allerdings auch etliche Fouls. 
Nach mehreren Spielzeiten in unterschiedlichen Teams der NBA, war er von 2004 bis 2007 in Reihen der Seattle SuperSonics aktiv. Danach folgten keine weiteren Engagements in der NBA.
Fortson, der in College-Zeiten für die Bearcats der University of Cincinnati gespielt hatte, wurde am 21. Mai 2016 in die Ohio Basketball Hall of Fame aufgenommen.

## Karriere-Bestleistungen
- Punkte: 26
- Rebounds: 24
- Assists: 5
- Steals: 3
- Blocks: 3
- Minuten gespielt: 48